# Пътят към Невърленд
„В търсене на Невърленд“ е биографичен филм от 2004, който разказва историята на създателя на пиеси Джеймс Матю Бари и неговите взаимоотношения с едно семейство, което го вдъхновява да създаде Питър Пан. Адаптацията е по пиесата на Алън Ний „Мъжът, който беше Питър Пан“. Ролята на Дж. Бари изпълнява Джони Деп.

## Сюжет
Един ден, когато Дж. Бари се разхожда в парка той среща овдовялата Силвия Луелин Дейвис и нейните 4 сина. С времето се създава силно приятелство помежду им. Той започва да прекарва повече от времето си не със собствената си жена, Мери, а със Силвия и нейните синове. Така в него се заражда идеята за момчето, което никога не пораства. Питър Луенин Дейвис е този, на когото е кръстен героя Питър Пан.